# Quận Tompkins, New York
Quận Tompkins (tiếng Anh: Tompkins County) là một quận trong tiểu bang New York, Hoa Kỳ. Quận lỵ là thành phố Ithaca 6. Theo điều tra dân số năm 2000 của Cục điều tra dân số Hoa Kỳ, quận này có dân số 96.501 người 2.
Quận có Đại học Cornell, Cao đẳng Ithaca và Cao đẳng cộng đồng Tompkins Cortland.